# Gairaigo
Gairaigo (外来語) est un mot japonais désignant un emprunt lexical. Il indique une translittération (ou « transvocalisation ») en japonais. De manière plus précise, le mot réfère à un mot japonais d’origine étrangère non chinoise, principalement de l’anglais. La plupart des gairaigo modernes sont écrits en katakanas.

## Langues sources
La plupart des gairaigo modernes, principalement depuis l’après-guerre, proviennent de l’anglais. Des mots sont ainsi intégrés pour des concepts qui n’existent pas en japonais ou pour d’autres raisons, telles une préférence ou une mode pour des mots anglais.
Dans le passé, plus de gairaigo provenaient d’autres langues. Ainsi, plusieurs d’entre eux proviennent du portugais et du néerlandais, notamment parce que les premiers pays non asiatiques ayant eu des contacts réguliers avec le Japon sont le Portugal et les Pays-Bas à partir des XVIe et XVIIe siècles.
Lors de l’ère Meiji, le Japon a un contact prolongé avec l’Allemagne, amenant son lot de gairaigo d’origine allemande. Ces derniers concernent particulièrement la médecine occidentale, que les Japonais ont apprise des Allemands. À la même époque, ils acquièrent également plusieurs gairaigo français.